# 馬庫斯·威利斯
馬庫斯·威利斯（Marcus Willis，1990年10月9日—）是已退役的英國職業網球選手。他在2016年溫布爾登網球錦標賽上首次參加ATP巡迴賽。

## 早期生涯和個人生活
威利斯自9歲就開始打網球了。他的母親是一位小學教師，父親則是一位會計師。威利斯曾就讀於聖保羅小學和文納什森林學校。威利斯現在和珍妮佛·貝特（Jennifer Bate）交往，她是一位國民保健署牙醫和前選美冠軍。威利斯現在在一所獨立女校擔任教師。

## 少年生涯
在2008年澳網開始之前，威利斯曾一度因無視對他懈怠態度的最後警告而被英國草地网球协会送回家。在2008年9月，他的世界少年排名達到15位，是他的最高排名。
大滿貫少年組賽事-單打
澳網：未出場 (—)

法網：第二輪 （2008）

溫網：第三輪（2007、2008）

美網：第二輪（2008） 
大滿貫少年組賽事-雙打
澳網：未出場 (—)

法網：第一輪 （2008）

溫網：第二輪（2007）

美網：第二輪（2008）

## 成年生涯

### 2015
威利斯贏得了兩項希望賽的冠軍，並在四項希望賽的賽事中打入了準決賽。在七月份他的世界排名來到348位。

### 2016
威利斯在這一年前五個月唯一參賽是在一月的突尼斯希望賽，並且打入了八強，獲得了356美元的獎金。
由於他未能保住前一年所獲得的點數，導致他在溫網開始之前世界排名只有772位。
威利斯取得了六場比賽的勝利，以獲得2016年溫布爾登網球錦標賽的正賽參賽權。在溫網的首輪賽事中，威利斯爆冷戰勝了排名比他高出700多位里查達斯·貝蘭基斯。之後他對陣七次溫網冠軍得主羅傑·費德勒。第二輪比賽在中央球場進行。威利斯被費德勒直下三盤擊敗，但他接受了全場觀眾的起立鼓掌。在賽后的訪問中，費德勒稱讚了威利斯，稱在威利斯戰勝貝蘭基斯之後，他準備這場比賽如同對陣一位世界前50的選手。他還說「馬庫斯和他的支持者及他的個性一起為球場帶來了難以置信的能量，令人感到十分新鮮。他的一些擊球非常出色。我知道這會和我之前在溫布敦打過的比賽不同，很榮幸能與他對戰」。
BBC在溫網賽后舉行了溫網最佳擊球投票，而獲選的正是威利斯對費德勒的挑高球。

## 外部連結
- Marcus Willis（英文/西班牙文）的官方資料